# Гринсбург (Индијана)
Гринсбург (енгл. Greensburg) град је у америчкој савезној држави Индијана.

## Демографија
По попису из 2010. године број становника је 11.492, што је 1.232 (12,0%) становника више него 2000. године.
| Група             | 2000.         | 2010.          |
| Белци             | 9.965 (97,1%) | 10.891 (94,8%) |
| Афроамериканци    | 8 (0,1%)      | 50 (0,4%)      |
| Азијати           | 143 (1,4%)    | 154 (1,3%)     |
| Хиспаноамериканци | 64 (0,6%)     | 273 (2,4%)     |
| Укупно            | 10.260        | 11.492         |